# Waterford (kiesdistrict)
Waterford is een kiesdistrict in de Republiek Ierland voor de verkiezingen voor Dáil Éireann, het lagerhuis van het Ierse parlement. Het district valt samen met het gelijknamige graafschap. Waterford werd in 1923 ingesteld als kiesdistrict en is dat sindsdien onafgebroken gebleven. Sinds 1977 kiest het district 4 TD's.
Bij de verkiezingen in 2007 woonden er 72.737 kiesgerechtigden die 4 leden voor de Dáil konden kiezen.
De zetelverdeling over de partijen bleef in 2007 gelijk, hetgeen betekende dat Fianna Fáil2 zetels haalde, en Fine Gael en Labour beiden 1 zetel. Wel werd bij Fianna Fáil een van de zittende TD's weggestemd ten faveure van een partijgenoot.

## Referendum
Bij het abortusreferendum in 2018 stemde in het kiesdistrict 69,4% van de opgekomen kiezers voor afschaffing van het abortusverbod in de grondwet.